# Калера (Оклахома)
Вижте пояснителната страница за други значения на Калера.
Калера (на английски: Calera) е град в Съединени американски щати, в щат Оклахома, в окръг Брайън. Населението на града през 2010 година е 2164 души.